# イオンモール岡山
イオンモール岡山（イオンモールおかやま）は、岡山県岡山市北区にあるイオンモール株式会社の全国初の都市型ショッピングセンターである。2014年11月29日から6日間のソフトオープン（プレオープン）を経て、12月5日にグランドオープンした。
イオンモールの西日本の旗艦店に位置づけられている。

## 概要
イオンモールが岡山駅南の旧林原所有地を取得、2014年12月5日に開業したショッピングセンターであり、それまで郊外のロードサイドをメインに出店してきた同社が政令指定都市中心駅前に立地する（レールサイド）商業施設を手がけるのは初めてとなる。
開発計画では中国・四国地方最大級の「都市型大規模モール」として、地下2階・地上8階の多層階、350の専門店で構成されている。イオンモールの「西日本における旗艦店」と位置づけ、年間2000万人の集客を見込んでいる。地下街の岡山一番街を通じて、雨に濡れずに徒歩で岡山駅にアクセスすることができる。同店の開業は天満屋が位置する表町商店街など岡山市中心部に大きな影響を与えた。
着工時に発表された開発コンセプトは「おかやま未来スタイル創造特区」であり、東京や大阪・神戸など大都市圏と遜色ない商品を取り入れた商業施設が目指されている。1階から4階までは「“モノ”体験」として先端ファッションやフードコートなどが整備される。5階から7階は「“コト”表現」として、ルーフトップガーデンやレストラン街のほか、岡山放送（OHK）のスタジオ・報道部門のオフィス、600席のホール、シネマコンプレックスなどが整備される予定とされた。
2014年8月22日には店舗の詳細が発表され、モールコンセプトとして「ハレマチ (haremachi) 」が発表された。モール内は、岡山駅南地下道と接続する地下2階のharemachi Gate、1階-4階までつながる吹抜けの「未来スクエア」、オープントップ部分にステップガーデンが配置された5階-7階の「haremachi Garden」という「3つの異なる都市空間」で構成される。また、開業当初のテナントは356店舗（うち岡山県の地元企業65店舗、岡山県内初出店238店舗）であり、600席収容の「おかやま未来ホール」、岡山のものづくりを体感できる「ハレマチ特区365」の導入、モール独自のインターネットテレビ放送局「haremachTV」などの広域情報発信機能が設置される。
中心市街地への立地から公共交通機関の利用を見込み、駐車場は約2,500台分の整備にとどめ、イオンモール倉敷など郊外型の既存店に比べて少ない配置となっている。
なお、東に面している市役所筋を介して向かい側には同じイオングループのファッションビル・岡山ビブレがあったが、イオンモール岡山の開業に伴い、2014年5月11日をもって閉店した。跡地はイオンモール岡山と一体で再開発する方針で検討が進められていたが、旧A館部分をカジュアル衣料大手のストライプインターナショナルが、旧B館部分を両備HDと源吉兆庵HDがそれぞれ取得し開発することとなった。ただし、ストライプインターナショナルが取得した部分は、社長の不祥事があった後に売却されている。
また、岡山市北区青江にあったイオン岡山店（旧）も2014年9月末で閉店となり、建て替えの上、2019年7月26日に平屋建ての総合スーパー「イオンスタイル岡山青江」として再開業した。なお、駐車場が2015年8月30日まで、土曜日、日曜日、祝日を中心にイオンモール岡山の来客用として使用され、イオンモール岡山との間は無料シャトルバスが運行されていた。
2021年2月28日に核テナントの一つであるタカシマヤフードメゾン岡山店が閉店した。2021年春から1年半をかけて開業以来初となる大規模リニューアルを行う予定である。

## 略歴

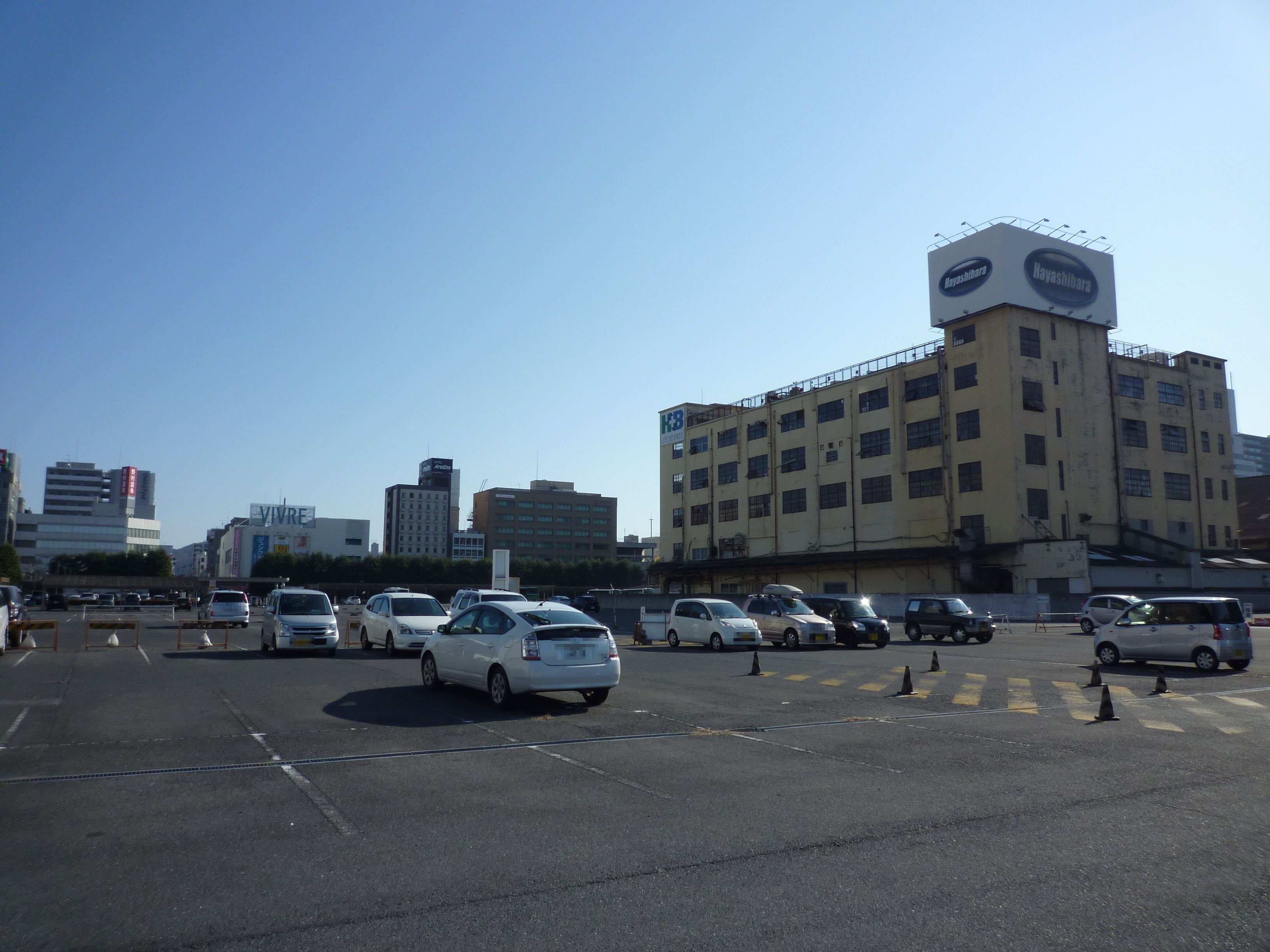
林原所有時代
（2011年12月撮影）

イオンモール岡山が立地するJR岡山駅南の約8万8000m2の敷地は、岡山市に本社を置くバイオメーカーの林原（現・ナガセヴィータ）が1946年に旧日本電気の工場跡地を取得したもので、以来、長年にわたり本社および有料駐車場（林原モータープール）、レンタカー店として活用されていた。
2002年には林原が自社所有地の再開発構想として、「ザ ハヤシバラ シティ」構想を発表した。「世界の名所になるような近未来都市をつくる」というコンセプトで、2つの大型百貨店、高級ホテル、35階建てのオフィスビルや45階建てマンション、恐竜の化石を展示する自然科学博物館や美術館などの文化施設を設けた複合施設として、2009年末までに開業するという構想であった。2003年には国土交通省より都市再生特別措置法に基づく緊急整備地域のうち「岡山駅東・表町」の一部として指定されたが、長引く景気の低迷によって所有地の地価の下落が続き、着工のめどが立たない状況が続いていた。総額約1,400億円の負債を抱え、不正経理の発覚により資金繰りが悪化した林原は、2011年2月に東京地方裁判所に会社更生法の適用を申請し、事実上の経営破綻に陥ったことで、この構想は頓挫した。
破産管財人のもと決定された林原の会社更生計画によって、JR岡山駅南の自社所有地は売却が決定され、2011年9月21日に入札が行われ、イオンモールが約200億円で落札した。同年12月26日には林原の本社が移転し、12月31日には有料駐車場が閉鎖された。土地は、会社更生計画案の確定を経た2012年1月30日にイオンモールに引き渡された。その後は駐車場部分を一時的に有料駐車場（タイムズの駐車場）として暫定活用し、既存建物の解体工事が進められた。2012年4月5日にイオンモールは営業本部組織下に「岡山推進事業部」を新設し、具体的な施設整備の検討に入った。2013年4月1日に本体工事に着手し、4月24日に起工式が開催され、同時に施設概要が発表された。5月24日には、国土交通省から「認定民間都市再生事業」として認定を受けた。
イオンモール岡山の敷地をめぐっては、かねてよりJR岡山駅周辺へのコンベンション施設の誘致を目指していた岡山市がイオンモールに対し敷地の一部の購入や施設の一部への3000人規模のコンベンション施設や観光バスの発着拠点の整備を打診するなどの動きを見せた。これに対しイオンモールは、2012年12月26日に岡山市に対し商業施設の面積が縮小することを理由に要請を拒否する旨を文書で回答し、代わりに500席程度のホールを整備することを表明した。
2014年2月25日に、キーテナントとして1階に岡山髙島屋（タカシマヤ フードメゾン）、4階に東急ハンズの出店が発表された。
2014年8月20日には開業日を2014年12月5日に正式決定したことを発表した。同年11月29日から6日間のソフトオープン（プレオープン）を経て、12月5日午前9時30分にグランドオープンした。
その後、タカシマヤフードメゾン岡山店は売り上げが減少傾向にあることから、岡山高島屋は賃貸借契約が更新となる2021年2月28日にタカシマヤフードメゾン岡山店を閉店した。

### 年表
- 1948年（昭和23年） - 林原が岡山市藤野町（現：岡山市北区天瀬南町）から移転し、当地に本社工場を置く[22]。
- 2011年（平成23年）
  - 2月2日 - 林原が会社更生法の適用を申請し、事実上の経営破綻。
  - 9月21日 - JR岡山駅南の林原所有地の入札が実施され、イオンモールが約200億円で落札。
  - 11月21日 - 岡山市長が岡山市役所を訪問したイオンモール社長にコンベンション施設の整備への協力を要請。
  - 12月26日 - 林原が本社を移転。
  - 12月31日 - 林原モータープールが閉鎖。
- 2012年（平成24年）
  - 1月30日 - 林原の会社更生計画案の決定を受け、イオンモールが土地を正式に取得。
  - 4月5日 - イオンモール社内に「岡山推進事業部」が設置。
  - 12月26日 - イオンモールが岡山市のコンベンション施設整備の要請に応じられない旨を文書で回答。
- 2013年（平成25年）
  - 4月1日 - イオンモール岡山の本体工事着工。
  - 4月24日 - 起工式を開催。施設概要が発表される。
  - 5月24日 - 国土交通省から民間都市再生事業に指定。
  - 10月23日 - 大規模小売店舗立地法に基づく届け出を岡山市に提出[23]。
- 2014年（平成26年）
  - 11月29日 - ソフトオープン（プレオープン）。
  - 12月5日 - グランドオープン。
- 2021年（令和3年）
  - 2月28日 - 岡山高島屋がイオンモール岡山に出店していたタカシマヤフードメゾン岡山店が閉店[21]。
  - 10月8日 - タカシマヤフードメゾン岡山店跡に、5階にあった無印良品が移転オープン[24]

## 主なテナント
- 地下 - haremachi GATE（岡山一番街・岡山駅につながる、岡山駅南地下道に直結する地下入口で地下2階にある）、トヨタレンタリース、宝くじ販売所、マクドナルド、サンマルクカフェ[注釈 4]、駐輪場、駐車場
- 1階 - 未来スクエア（中央吹抜アトリウム）：イオンスタイル岡山、アーバンリサーチ、ZARA HOME。無印良品、haremach Studio（haremachTVのオープンスタジオ及び送出・配信マスター）
- 2階 - 未来スクエア：イオンスタイル岡山、H&M、ZARA、GAP等
- 3階 - 未来スクエア：イオンスタイル岡山、カジュアルファッション、ガールズファッション、雑貨、3COINS等
- 4階 - 未来スクエア：イオンスタイル岡山、東急ハンズ岡山店[20]、ユニクロ、フードコート (haremachi Kitchen)
- 5階 - haremachi Garden：おかやま未来ホール（約600席収容可能な多目的ホール）、OHKテレビスタジオ（OHKまちなかスタジオ ミルン）[注釈 5]、イオンシネマ岡山、未来屋書店、HMV、駐車場
- 6階 - haremachi Garden：レストランダイニングエリア（haremachi Dinner 6&7）、OHK報道・制作オフィス（ミルン）[注釈 5]、SEGA、QBハウス、駐車場
- 7階 - haremachi Garden：レストランダイニングエリア（haremachi Dinner 6&7）、駐車場
- 8階 - 駐車場

### イオンシネマ岡山
イオンエンターテイメントが運営するシネマコンプレックス。イオンエンターテイメントの前身であるワーナー・マイカルとイオンシネマズのいずれも岡山県には出店していなかったため、当劇場が岡山県初出店となる。11スクリーン、約2,000席。
2023年7月7日に岡山県内では初となるIMAXレーザーが導入され、それに伴って7番スクリーンが改装された。
- 3D：3D及びHFR（ハイ・フレーム・レート）上映対応スクリーン

| No.          | 座席数 | 車椅子 | Size   | Size   | 3D | 備考                                        |
| No.          | 座席数 | 車椅子 | 縦     | 横     | 3D | 備考                                        |
| ------------ | ------ | ------ | ------ | ------ | -- | ------------------------------------------- |
| 1            | 93     | 2      | 6.00   | 11.10  | ○  | 旧グランシアター ハイグレードシート16席完備 |
| 2            | 222    | 2      | 7.24   | 13.40  |    |                                             |
| 3            | 100    | 2      | 3.84   | 7.10   |    |                                             |
| 4            | 100    | 2      | 3.84   | 7.10   |    |                                             |
| 5            | 100    | 2      | 3.84   | 7.10   |    |                                             |
| 6            | 269    | 2      | 7.69   | 14.58  |    | HFR上映対応                                 |
| IMAXレーザー | 333    | 4      | 非公表 | 非公表 | ○  | 旧ULTIRA プレミアシート28席完備 HFR上映対応 |
| 8            | 230    | 2      | 6.76   | 12.50  |    |                                             |
| 9            | 301    | 2      | 7.95   | 16.00  |    |                                             |
| 10           | 100    | 2      | 3.84   | 7.10   |    |                                             |
| 11           | 100    | 2      | 3.84   | 7.10   |    |                                             |

## アクセス
- 西日本旅客鉄道（JR西日本） 岡山駅から南へ徒歩10分。岡山駅地下改札口（在来線専用）から岡山一番街（地下街）を経由し岡山駅南地下道で地下2階のharemachi roadに直結している。新幹線の場合は新幹線専用改札口を出て左側突き当たりのエレベーターで岡山一番街まで行くと便利で良い。
- 岡山電気軌道東山線・清輝橋線「岡山駅前停留場」から徒歩10分。（周辺の歩道にある地下の岡山一番街に行く階段利用が良い）
- 両備バス、岡電バス、下電バス「イオンモール岡山前・源吉兆庵本社前[注釈 6]」、市内循環バスめぐりん「イオンモール岡山前[注釈 6]」下車。
  - 市役所方面乗り場と店内の連絡には、2階につながる陸橋がある。
- 地下通路を使用すれば、イオンモール岡山から岡山駅南地下道を通り岡山一番街に出て、岡山一番街からICOTNICOTの連絡通路を通り、西川緑道公園前バス停付近に出られる階段まで雨の日でも濡れずに行くことができる。もちろん、ICOTNICOT地下の天満屋ハピーズ岡山駅前店の店内を経由すれば、岡山駅前商店街側の出入り口階段にも行ける

## 周辺
- 市役所筋（市道南方柳町線）
- 岡山駅
  - さんすて岡山
  - 岡山一番街・ペスカ岡山
- 岡山電気軌道岡山駅前駅
- リットシティビル
- 岡山高島屋
- 成通岡山ビル - ビックカメラ岡山駅前店
- ICOTNICOT（旧ドレミの街）
- 杜の街グレース
- 岡山市役所

## 地域への影響

### 周辺商業地への影響
岡山市の中心部は、JR岡山駅や岡山高島屋など大規模商業施設が立地する「岡山駅前地区」とその1kmほど東に位置し、城下町の形成以来の歴史をもち、地元百貨店・天満屋を中心とする「表町地区」の2つに商業地区が分かれている。イオンモール岡山の建設地は「岡山駅前地区」に位置し、JR岡山駅周辺の既存商業施設面積の合計を上回る規模の店舗であることから、「表町地区」の商業関係者には危機感が広がっている。
また、イオンモール岡山の開業に伴い岡山都市圏の既存の大型商業施設との競合が懸念されている。イオンモール岡山の500mほど南には、イトーヨーカドー岡山店・ジョイポリス岡山の複合施設「ジョイフルタウン岡山」（1998年開業）があり、20kmほど西に位置する倉敷市内には、倉敷チボリ公園跡地に開業したアリオ倉敷、三井アウトレットパーク 倉敷（2011年開業）が存在していることから、地方都市におけるイオングループとセブン&アイ・ホールディングスの流通二大大手企業の対決として注目が集まっていた が、イオンモール岡山に客を奪われて売り上げが落ち込んだ結果、不採算店舗の閉鎖の対象となり、イトーヨーカドー岡山店は2017年2月28日限りで閉店、アリオ倉敷も核テナントの食品館イトーヨーカドー倉敷店が2016年8月31日をもって退店した。ジョイポリス岡山も2018年9月2日をもって閉店しており、跡地は杜の街グレースとして再開発されている。。
加えて、倉敷市内には同じイオンモール運営のイオンモール倉敷（1999年開業）が既に存在している。これに対して、イオンモールの岡崎双一社長は「岡山は都市規模から見て施設がまだ少ない。当社が岡山駅南と倉敷に2つの大型SCを置いても十分余地はある」と記者会見で発言し、競合しないようイオンモール岡山を都市型で全年齢層向けの商業施設とする方針を示した。

### 周辺交通への影響
イオンモール岡山は、JR岡山駅から南へ約300mの中心市街地に立地することから、市内中心部の交通渋滞の悪化が指摘された。2013年12月17日に開催された、大規模小売店舗立地法に基づく住民向け説明会では、地元住民から周辺道路の交通渋滞を懸念する声が相次いだ。イオンモールは、渋滞対策について岡山市と協議を行い、2014年1月28日に下記の4つの工事を、イオンモールの全額費用負担により実施することが、岡山市から発表された。
1. 店舗地下2階と既存の岡山駅南地下道との接続
2. 店舗東側の市役所筋にイオンモール岡山と岡山ビブレを結ぶ歩道橋の新設
3. 市役所筋の下石井一丁目交差点から幸町交差点の間の中央分離帯を撤去・右折レーンの新設
4. 店舗南側のけやき通りの拡幅

さらにイオンモール側は、開業時の交通対策としてバスや電車など公共交通機関での来店客向けのインセンティブ（特典）制度の導入、ソフトオープン期間の設定、最大3000台の臨時駐車場の整備などを発表した。
しかし、イオンモール岡山が開業すると、下石井一丁目交差点の下石井岩井線へ行く左折がボトルネックとなり渋滞したため、岡山市は渋滞対策として、7,000万円をかけて2018年1月から3月まで、左折専用レーンの25メートル設置や横断歩道の移設や左折矢印信号の設置工事を実施した。
この他、岡山市の大森雅夫市長が2013年11月の定例市議会でイオンモールの開業により表町地区への回遊性向上が喫緊の課題となっているとして、JR岡山駅東口広場への路面電車の延伸の検討を表明し、2014年1月にはJR西日本と協議を行うなど岡山市中心部の交通体系の整備が急がれている。